# Ricardo Héber

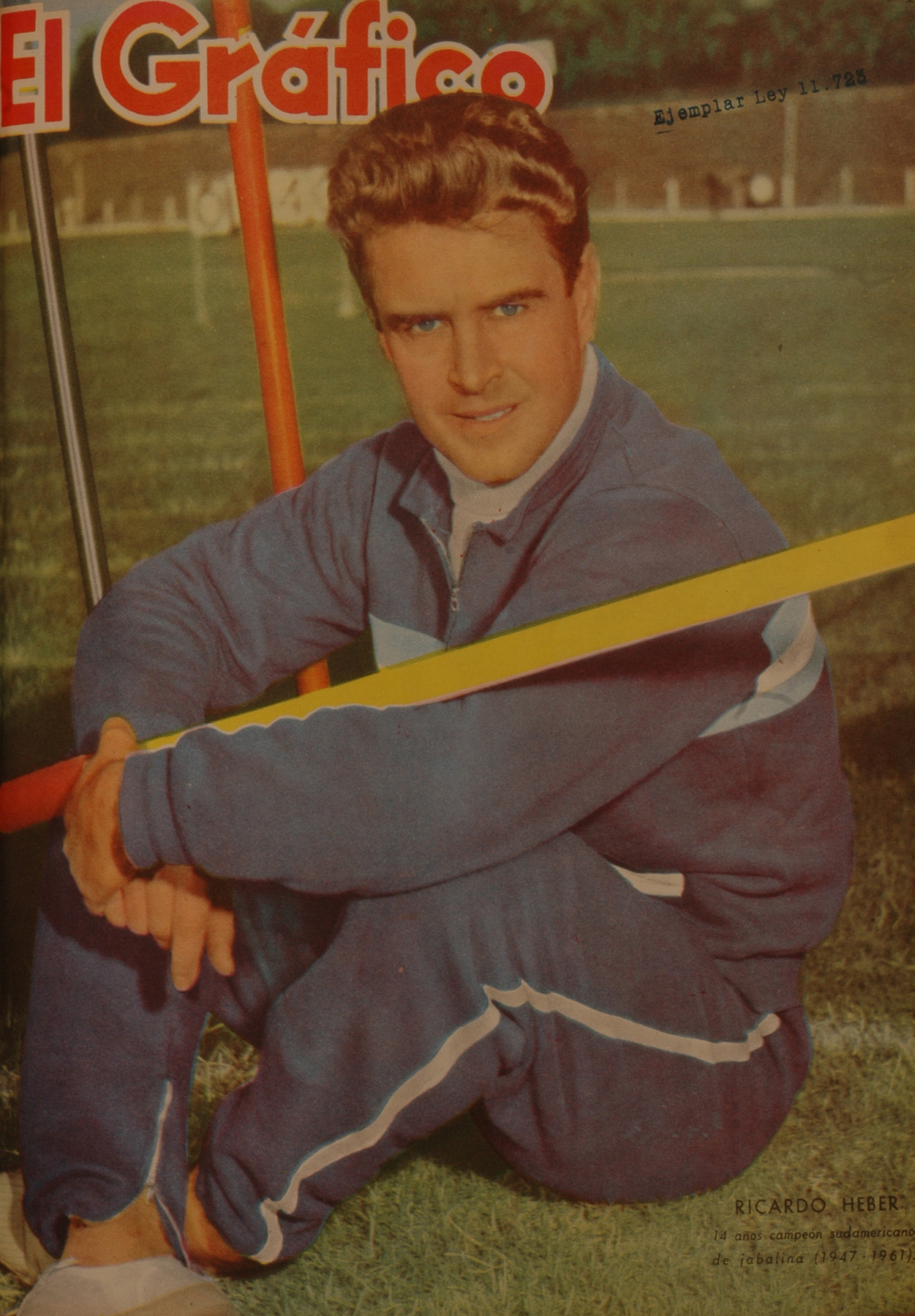
Ricardo Héber

Ricardo Matías Héber (* 28. September 1927; † 2002 in Buenos Aires) war ein argentinischer Leichtathlet, der einmal bei Panamerikanischen Spielen den Speerwurf gewann und sechs Mal bei Südamerikameisterschaften.
Seiner ersten Titel gewann Héber bei den Südamerikameisterschaften 1947 mit 59,59 Metern. Zwei Jahre später verteidigte er seinen Titel mit 65,56 Metern und verbesserte damit den zehn Jahre alten Meisterschaftsrekord des Brasilianers Egon Falkenberg. 1951 fanden in Buenos Aires die ersten Panamerikanischen Spiele statt. Mit 68,08 Metern gewann Héber vor heimischem Publikum den Titel mit einem Meter Vorsprung auf den US-Amerikaner Steve Seymour. Ebenfalls in Buenos Aires fanden die Südamerikameisterschaften 1952 statt, mit 67,68 Metern verteidigte Héber seinen Titel erneut erfolgreich. Zweieinhalb Monate später überstand Héber bei den Olympischen Spielen 1952 in Helsinki mit 64,82 Metern zwar die Qualifikation, im Finale warf er den Speer aber nur auf 62,82 Meter und belegte damit den 15. Platz.
1955 bei den Panamerikanischen Spielen in Mexiko-Stadt belegte Héber mit 66,15 Metern den zweiten Platz hinter dem US-Amerikaner Bud Held, der mit 69,77 Metern auch Hébers Meisterschaftsrekord übertraf. Nachdem die argentinische Mannschaft nicht an den Südamerikameisterschaften 1954 teilgenommen hatte, konnte Héber 1956 den Titel mit 64,45 Metern zurückholen und 1958 erfolgreich verteidigen. Nach einem siebten Platz bei den Panamerikanischen Spielen 1959 gewann Héber 1961 seinen sechsten Südamerikameistertitel.
Erst bei den Südamerikameisterschaften 1969 übertraf der Chilene Rolf Hoppe mit 69,76 Metern Hébers Meisterschaftsrekord aus dem Jahr 1952, Héber belegte 1969 den fünften Platz mit 61,12 Metern. Seinen letzten argentinischen Meistertitel gewann Héber 1971. 
Hébers Bestleistung mit dem Speer waren 71,04 Meter aus dem Jahr 1951. Bei einer Körpergröße von 1,78 Meter betrug sein Wettkampfgewicht 76 Kilogramm. 